# Лі Чхан Хван
Лі Чхан Хван (кор. 이 창환; нар. 16 лютого 1982, м. Ансан, провінція Кьонгі, Південна Корея) — південнокорейський лучник, олімпійський чемпіон.

## Виступи на Олімпіадах
| Олімпіада  | Дисципліна | Місце |
| ---------- | ---------- | ----- |
| Пекін 2008 | особисті   | 14T   |
| Пекін 2008 | командні   | 1     |